# Igreja de Nossa Senhora da Oliveira (Guimarães)

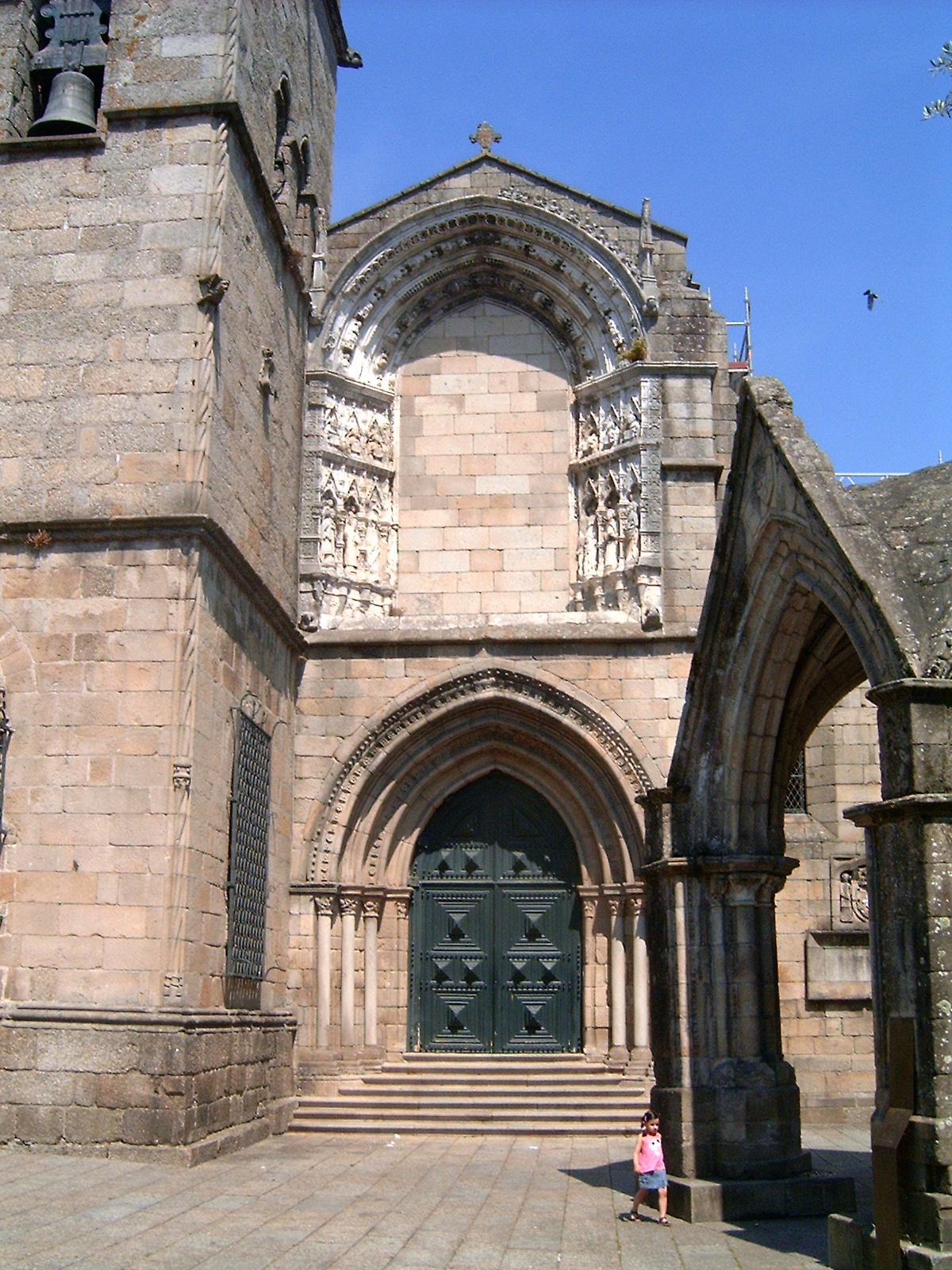
Igreja de Nossa Senhora da Oliveira, Guimarães.

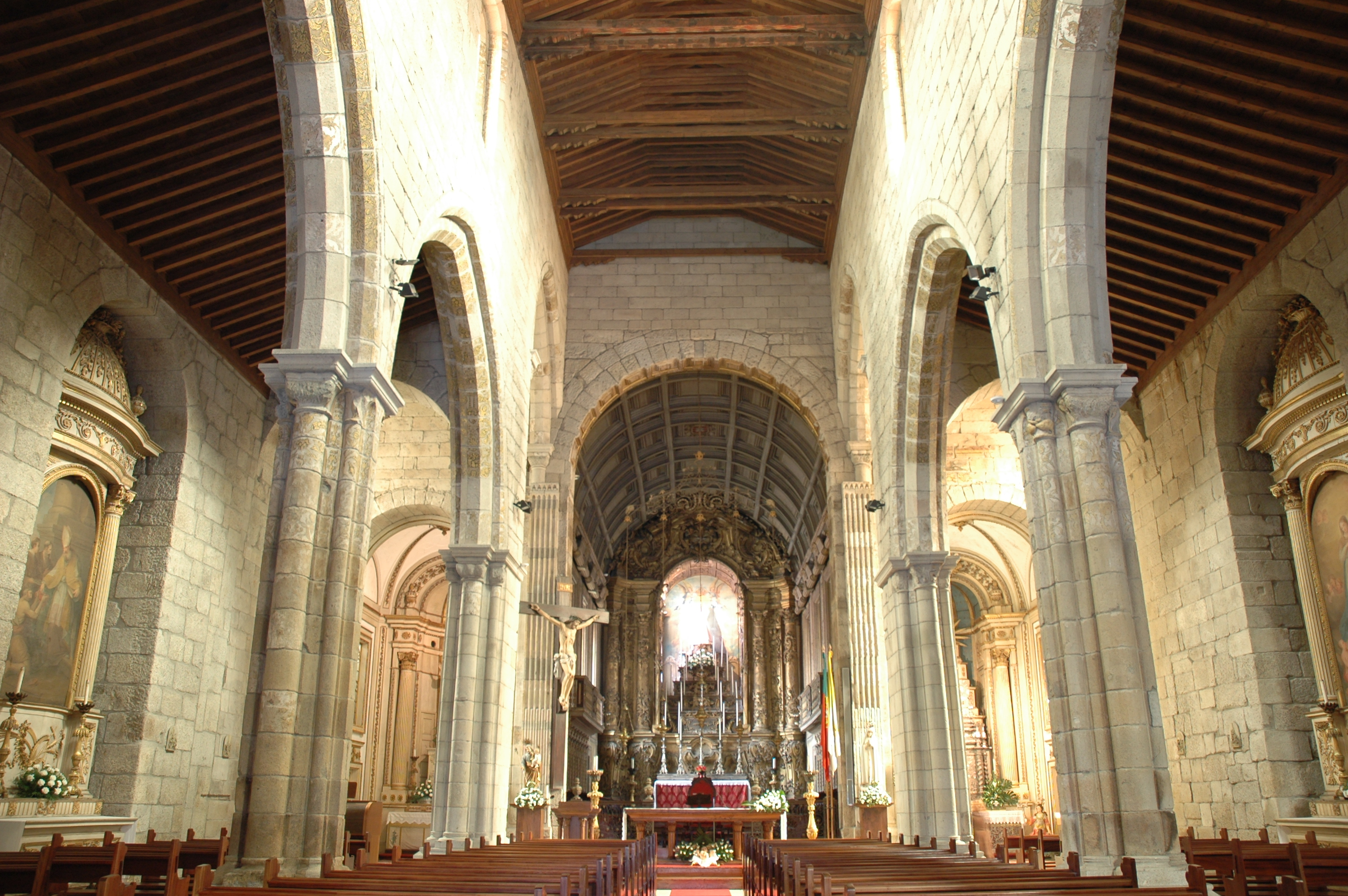
Igreja de Nossa Senhora da Oliveira: interior.

A Igreja de Nossa Senhora da Oliveira, também referida como Insigne e Real Colegiada de Nossa Senhora da Oliveira, Igreja e Colegiada de Guimarães e Igreja Paroquial de Nossa Senhora da Oliveira, localiza-se na atual freguesia de Oliveira, São Paio e São Sebastião, no Centro Histórico de Guimarães, no distrito de Braga, em Portugal.
É um dos mais significativos exemplares de arquitectura gótica no norte do país.[carece de fontes?]
Encontra-se classificada como Monumento Nacional desde 1910.

## História
A ocupação do local tem origem num mosteiro pré-românico, fundado por Mumadona Dias em 949. Para a proteção deste mosteiro foi erguida uma fortificação que antecedeu o atual Castelo de Guimarães. No início do século XII, este mosteiro daria lugar à Colegiada de Santa Maria de Guimarães, uma das mais importantes e ricas instituições religiosas do país na Baixa Idade Média.
Da construção original românica restam poucas peças materiais, e a documentação é insuficiente para a sua compreensão. Conserva-se uma quadra do claustro do século XII, embora bastante modificada durante o período Manuelino, onde são visíveis alguns capitéis, e a frontaria da sala do capítulo. Um capitel românico, datado da segunda metade do século XII e proveniente do portal principal da igreja , revela uma iconografia tipicamente beneditina, alusiva ao confronto entre o bem e o mal.
Durante o século XIV a Colegiada tornou-se um importante centro de peregrinação em função da veneração da imagem de Santa Maria, a mesma que seria objeto de devoção por parte de João I de Portugal na véspera da batalha de Aljubarrota. Em 1387, como cumprimento de um voto a Santa Maria, o próprio soberano financia a remodelação do edifício. As obras estariam concluídas na sua quase totalidade em 1401, tendo cessado os trabalhos em 1413.

## Características
A igreja possui uma estrutura planimétrica simples de três naves com três tramos, com transepto saliente, solução comum no gótico mendicante. A ruptura é dada por outros elementos. A janela do nível superior da fachada, de grandes dimensões, e organizada como um retábulo, constitui um dos melhores programas iconográficos góticos em Portugal. É integralmente dedicado à genealogia da Virgem, composta por uma Árvore de Jessé e a Anunciação da mensagem mariana. Da época gótica é ainda visível parte das asnas da cobertura das naves, decoradas com painés de pinturas com iconografia heráldica e bestiária.
O projeto tem autoria de João Garcia de Toledo, arquitecto da corte e ligado às principais obras do reinado de Fernando I de Portugal que se manteve no cargo após a crise de 1383-85.
Durante a época moderna o edifício sofreu várias alterações e remodelações. A nova capela-mor, data do reinado de Pedro II de Portugal e é bastante mais profunda que a original. O interior foi revestido com talha dourada cuja autoria é atribuída a Pedro Alexandrino de Carvalho.
A Igreja de Nossa Senhora da Oliveira marca o final de uma fase do gótico nacional, sendo as décadas seguintes marcadas pela enorme influência de gosto Inglês que o Mosteiro da Batalha iria exercer em todo o território.

## Toponímia - Lenda da Nossa Senhora da Oliveira
Conta a lenda que Wamba, o rei godo, trouxe do Jardim das Oliveiras de Jerusalém uma Oliveira que plantou em S. Torcato, para que com o seu azeite pudesse depois alumiar o corpo do santo bispo. No séc. XIV, a Oliveira foi plantada na Praça Maior da Vila, mas não resistiu e acabou por secar. Assim permaneceu, até que, em 1342, foi colocada junto a ela uma cruz, a mesma que se encontra atualmente no centro do Padrão do Salado. Este cruzeiro foi oferecido por Pero Esteves, um negociante vimaranense que, segundo a lenda, o terá trazido da Normandia. Três dias depois, a oliveira reverdece, com novos rebentos. Os habitantes de Guimarães atribuíram esse facto a um milagre de Nossa Senhora da Vitória que, desde então, passou a ser chamada de Nossa Senhora da Oliveira.[carece de fontes?]
A “oliveira do milagre” permaneceu na praça aproximadamente até 1870, data em que foi removida. Todavia, em 1985, aquando do último restauro da praça, uma Oliveira voltou a ocupar o lugar da árvore original. No polígono de pedra que a envolve, encontram-se assinaladas as três datas mais importantes da sua história: 1342, 1870 e 1985.[carece de fontes?]